# Chiesa di Santa Domenica (Rossa)
La chiesa di Santa Domenica è un edificio religioso barocco che si trova a Santa Domenica, nel comune svizzero di Rossa.

## Storia
La chiesa sorse entro il 1414, quando fu consacrata. Nel XVII secolo, tuttavia, l'edificio tardomedievale fu in parte demolito e al suo posto, a partire dal 1664, fu eretto l'edificio attuale, con un progetto attribuito a Giovanni Maria Serro. I lavori furono completati nel 1672. Della chiesa quattrocentesca si conservano il coro rettangolare, oggi adibito a sagrestia, e il basamento del vicino campanile, le cui due celle campanarie sono però secentesche. Nel corso del XX secolo l'edificio fu restaurato tre volte: fra il 1961 e il 1964 gli interventi si concentrarono sugli interni, nel 1990 sul campanile e fra il 1996 e il 1997 sugli esterni.

## Descrizione
Al suo interno, la chiesa conserva affreschi di Francesco Antonio Giorgioli, oltre a stucchi realizzati tra il 1674 e il 1679 da Giovanni Broggio. All'anno di completamento degli stucchi risale anche l'altare maggiore.  